# Ихуан
Ихуа́н (кит. упр. 宜黄, пиньинь Yíhuáng) — уезд городского округа Фучжоу провинции Цзянси (КНР).

## История
Впервые уезд был создан в 257 году, в эпоху Троецарствия, когда эти места входили в состав государства У. Во времена империи Суй уезд был в 589 году присоединён к уезду Чунжэнь. После смены империи Суй на империю Тан был в 622 году образован вновь, но уже в 625 году был вновь присоединён к уезду Чунжэнь. В третий раз уезд был создан во времена империи Сун в 970 году.
После образования КНР в 1949 году был создан Специальный район Фучжоу (抚州专区), и уезд вошёл в его состав. В 1952 году Специальный район Фучжоу был переименован в Специальный район Наньчэн (南城专区), но затем ему было возвращено прежнее название. В 1970 году Специальный район Фучжоу был переименован в Округ Фучжоу (抚州地区).
Постановлением Госсовета КНР от 23 июня 2000 года округ Фучжоу был преобразован в городской округ.

## Административное деление
Уезд делится на 6 посёлков и 6 волостей.